# Sorority Noise
Sorority Noise fue una banda de rock estadounidense de Hartford, Connecticut. La banda está compuesta por miembros de las bandas Old Gray y Prawn.

## Historia
Sorority Noise se formó en 2013. Ellos lanzaron su primer casete, titulado Young Luck, en el año 2013 a través de Broken World Media. En noviembre de 2014, la banda lanzó una fracción de reproducción extendida con Somos.  En 2014, la banda lanzó su álbum debut, titulado "Forgettable" a través de Dog Knights Production y Broken World Media. Su segundo LP titulado "Joy, Departed" fue publicado el 16 de junio de 2015 a través de Topshelf Records. El 22 de febrero de 2016, mientras estaban en Nottingham Rock City, la banda anunció el lanzamiento de su próximo 7 ", titulado "It Kindly Stopped for Me", junto con el lanzamiento de la primera canción del EP, titulado "Either Way". Cam Boucher, vocalista de la Sorority Noise, declaró en una serie de tweets que cada una de las cuatro canciones en el EP ("It Kindly Stopped for Me") son dedicadas a un amigo que ha perdido y cómo mientras él fue capaz de mejorar su salud mental, se esforzó por encontrar maneras de ayudar a los demás también a su alrededor. El EP estará disponible el 22 de abril.

## Miembros
- Cameron Boucher - Guitarra líder, Voz (2013-presente)
- Ryan McKenna - Bajo , Voz  (2014-presente)
- Adam Ackerman - Voz, Guitarra rítmica (2013-presente)
- Charlie Singer - Batería (2014-presente)

## Exmiembros
Regla Jason - Batería (2013-2014)
Kevin O'Donnell - Bajo (2013-2014)

## Discografía

### Álbumes de estudio
- Forgettable (2014)
- Joy, Departed (2015)
- You're Not As_____As You Think (2017)
- YNAAYT (2018)

### EP
- Young Luck (2013)
- Quiet Hours (2013)
- It Kindly Stopped for Me (2016)

### Splits
- Sorority Noise / Somos (2014)
- Sorority Noise / Radiator Hospital (2014)

- Datos: Q20012902